# Pastorala
Pastorala (lat. pastor – pastir; pastoralis – pastirski) u književnosti vrsta je drame idiličnog ugođaja. Ističe ljepotu života u prirodi, a likovi su često vile, vilenjaci i satiri.
Javila se u 12. stoljeću u starofrancuskoj lirici, kao kraća pripovijedna pjesma s naivnim dijalozima između vitezova ili pastira i pastirica. Njeguje se u renesansi, romantizmu i drugim književnim razdobljima. Poznate pastorale u starijoj hrvatskoj književnosti su "Tirena" Marina Držića i "Dubravka" Ivana Gundulića.